# 94-й протитанковий батальйон
94-й окремий протитанковий батальйон (94 ОПТБ, в/ч А5013) — піхотний підрозділ Сухопутних Військ України. Дислокувався в Подільську. Батальйон перебуває у складі 19 армійського корпусу; штаб батальйону розміщений на території Одеської області, а підрозділи дислокуються на території Донецької області. Створена рішенням начальника Генерального штабу Збройних сил України. 

## Оснащення
- FGM-148 Javelin[1]
- NLAW[2]
- Стугна-П[3]
- Корсар[4]
- РПГ-7, РПГ-22, РПГ-29[5]
- FPV[6]
- Mavic[7]
- Лелека-100[8]
- МТ-12 «Рапіра»[9]
- СПГ-9 (спарений з вантажівками)[10]
- Bayraktar, PD-2, комерційні дрони[11]
- АГС-17[12]
- РПВ (реактивні протитанкові гранати)[13]

## Структура
- Штаб[14]
- 3–4 протитанкові роти (з ПТРК та гарматами)[15]
- Розвідувальне відділення[16]
- Вогнева підтримка (міномети, СПГ-9, АГС-17)[17]
- Технічна рота (обслуговування ПТРК та транспорту)[18]
- Медична служба[19]
- Логістика[20]

## Втрати
1. ↑  Навідник. Lobby X (укр.). Процитовано 27 червня 2025.
2. ↑  Вакансії: 94 окремий протитанковий батальйон. lfrecruiting.mil.gov.ua. Процитовано 7 серпня 2025.
3. ↑  Вакансії: 94 окремий протитанковий батальйон. lfrecruiting.mil.gov.ua. Процитовано 7 серпня 2025.
4. ↑  Вакансії: 94 окремий протитанковий батальйон. lfrecruiting.mil.gov.ua. Процитовано 7 серпня 2025.
5. ↑  Вакансії: 94 окремий протитанковий батальйон. lfrecruiting.mil.gov.ua. Процитовано 7 серпня 2025.
6. ↑  Зовнішній пілот/оператор БПЛА. Lobby X (укр.). Процитовано 27 червня 2025.
7. ↑  Зовнішній пілот/оператор БПЛА. Lobby X (укр.). Процитовано 27 червня 2025.
8. ↑  Зовнішній пілот/оператор БПЛА. Lobby X (укр.). Процитовано 27 червня 2025.
9. ↑  Вакансії: 94 окремий протитанковий батальйон. lfrecruiting.mil.gov.ua. Процитовано 7 серпня 2025.
10. ↑  Вакансії: 94 окремий протитанковий батальйон. lfrecruiting.mil.gov.ua. Процитовано 7 серпня 2025.
11. ↑  Вакансії: 94 окремий протитанковий батальйон. lfrecruiting.mil.gov.ua. Процитовано 7 серпня 2025.
12. ↑  Вакансії: 94 окремий протитанковий батальйон. lfrecruiting.mil.gov.ua. Процитовано 7 серпня 2025.
13. ↑  Вакансії: 94 окремий протитанковий батальйон. lfrecruiting.mil.gov.ua. Процитовано 7 серпня 2025.
14. ↑  Вакансії: 94 окремий протитанковий батальйон. lfrecruiting.mil.gov.ua. Процитовано 7 серпня 2025.
15. ↑  Вакансії: 94 окремий протитанковий батальйон. lfrecruiting.mil.gov.ua. Процитовано 7 серпня 2025.
16. ↑  Вакансії: 94 окремий протитанковий батальйон. lfrecruiting.mil.gov.ua. Процитовано 7 серпня 2025.
17. ↑  Вакансії: 94 окремий протитанковий батальйон. lfrecruiting.mil.gov.ua. Процитовано 7 серпня 2025.
18. ↑  Вакансії: 94 окремий протитанковий батальйон. lfrecruiting.mil.gov.ua. Процитовано 7 серпня 2025.
19. ↑  Вакансії: 94 окремий протитанковий батальйон. lfrecruiting.mil.gov.ua. Процитовано 7 серпня 2025.
20. ↑  Вакансії: 94 окремий протитанковий батальйон. lfrecruiting.mil.gov.ua. Процитовано 7 серпня 2025.